# Tempo di uccidere
Tempo di uccidere (tijd om te doden) is een Italiaans-Frans (Engelstalig) oorlogs-drama uit 1989 onder regie van Giuliano Montaldo. De productie verscheen ook onder de titels Time to Kill, The Short Cut, Killing Time en Le raccourci.

## Verhaal
Luitenant Enrico Silvestri voert de strijdkrachten aan ten tijde van de Italiaanse campagne van 1936. Nadat hij een Afrikaans meisje verkracht, komt hij erachter dat zij mogelijk een ziekte onder de leden heeft en hij niet zomaar wegkomt met zijn daad.

## Rolverdeling
| Acteur              | Personage        |
| ------------------- | ---------------- |
| Nicolas Cage        | Enrico Silvestri |
| Ricky Tognazzi      | Mario            |
| Patrice-Flora Praxo | Mariam           |
| Robert Liensol      | Joannes          |
| Georges Claisse     | Doctor           |